# Glasmaßstab
Ein Glasmaßstab ist ein sehr fein geteiltes Lineal aus geschliffenem Glas, manchmal auch aus glasähnlichem Kunststoff. Der Vorteil von Glas und Glaskeramik ist die sehr geringe Wärmedehnung, sodass Temperaturschwankungen auf die Maßhaltigkeit kaum einen Einfluss haben.
Die Ablesung erfolgt bei Handgeräten meist direkt oder mit Lupe, bei Einbaugeräten oder geschlossener Bauweise meist elektronisch-digital.

## Maßstäbe mit visueller Ablesung
Für gute Augen gestattet ein Glasmaßstab Messgenauigkeiten von 0,1 bis 0,2 mm, mit geeigneter Lupe auch von einigen Hundertstel Millimeter. Mit einer Messuhr bei starker Vergrößerung sind noch genauere Ablesungen möglich, wenn die Ableseoptik direkt am Maßstab befestigt ist.
Die Teilstriche der Maßstäbe haben je nach Ausführung und Verwendungszweck Abstände von 0,5 mm oder von 0,1 mm, in optischen Messgeräten mit Mikrometer (Werkzeugmaschinen, Stereokomparatoren etc.) auch 0,01 mm.
Der Einsatzbereich der Maßstäbe reicht von Messzeichnungen, Diagrammen, Grafik, Repro- und Kartografie bis zur Vorlagentechnik für Elektronik, Formteile und Optik.
Für das Präzisionsnivellement gibt es vertikale Glasmaßstäbe, die beim Abschluss einer Messlinie direkt in einen Höhenfestpunkt eingehängt werden können.

## Maßstäbe mit digitaler Ablesung

Schema einer Abtasteinheit: 1-Lichtquelle (LED), 2-Kondensor, 3-Abtastplatte, 4-Glasmaßstab, 5-Fotodioden; Die Teilstriche sind stark vergrößert dargestellt.

Zum Einbau in Dreh-, Fräs- und anderen Werkzeugmaschinen werden Glasmaßstäbe mit photoelektrischer Ablesung hergestellt. Vielfach werden sie auch als Einzelgeräte in geschlossener Bauweise oder mit einer Anbau-Messschiene und angeschlossenem Datenkabel produziert. Die Messlänge kann bis etwa 4 m betragen. Für längere Wege bis etwa 30 m werden Stahlmaßbänder verwendet.
Aufgrund der rauen Werkstattbedingungen werden Maßstab und Abtasteinheit durch ein stabiles Hohlprofil vor Spänen, Staub und Flüssigkeiten geschützt. Mit speziellen Dichtungslippen, Vibrationsschutz, oder Sperrluft ist noch höherer Schutz möglich.
Als Abstand der Teilstriche sind Werte zwischen 0,004 und 0,1 mm (4 bis 100 µm) gebräuchlich. Von einem Original können die Teilstriche nach dem Diadur-Verfahren kopiert werden.
Beim inkrementalen Glasmaßstab werden die elektrischen Signale der 3 Photoelemente direkt oder verstärkt über die Leitungen übertragen und in der Auswerteeinheit gezählt (siehe Inkrementalgeber#Signalauswertung).
Der absolute Glasmaßstab hat entweder viele Spuren (siehe Absolutwertgeber) oder zusätzlich zur Inkrementalspur eine codierte Maßstabsteilung, aus der direkt die absolute Position bestimmt wird. Die Positionswerte werden dabei über eine serielle Schnittstelle z. B. SSI oder Feldbus übertragen.